# تایرا نو کیوموری (مجموعه تلویزیونی تایگا)
تایرا نو کیوموری (به ژاپنی: 平清盛 Taira no Kiyomori) نام یک مجموعه تلویزیونی تاریخی و پنجاه و یکمین سری از فیلم‌های مجموعه تلویزیونی تایگا است. این مجموعه توسط ان‌اچ‌کی در سال ۲۰۱۲ میلادی ساخته شده‌است. داستان این مجموعه در مورد زندگی تایرا نو کیوموری (۱۱۱۸ – ۱۱۸۱) یک رهبر نظامی از خاندان تایرا است.

## بازیگران
خاندان تایرا
- کنیچی ماتسویاما در نقش تایرا نو کیوموری -رهبر نظامی اواخر دوره هی‌آن در ژاپن
- کی‌ایچی ناکای در نقش تایرا نو تاداموری - پدر تایرا نو کیوموری
- آتسو ناکامورا در نقش تایرا نو ماساموری
- کوسوکه تویوهارا در نقش تایرا نو تاداماسا
- ناکامورا بایجاکو دوم در نقش فوجیوارا نو ایه‌سادا
- کیوکو فوکادا در نقش تایرا نو توکیکو
- آی کاتو در نقش تاکاشینا نو آکیکو
- تاکایا کامیکاوا در نقش تایرا نو موریکونی
- Go Morita در نقش فوجیوارا نو توکی‌تادا
- تاکاهیرو فوجی موتو در نقش ایتو تاداکیو
- شونسوکه دایتو در نقش فوجیوارا نو ایه‌موری
- تاکاهیرو نیشیجیما در نقش فوجیوارا نو یوریموری
- ماساتاکا کوبوتا در نقش تایرا نو شیگه‌موری
- کوجی کاتو در نقش اوساگی مارو
- امی واکوی در نقش فوجیوارا نو مونه‌کو (ایکه‌نوزنی)
- ریکو نارومی در نقش تایرا نو شیگه‌کو

خاندان میناموتو
- فومیو کوهیناتا در نقش میناموتو نو تامه‌یوشی - رهبر خاندان میناموتو
- هیروشی تاماکی در نقش میناموتو نو یوشیتومو
- رنا تاناکا در نقش یورا گوزن
- تاکای امی در نقش توکیوا گوزن
- ماساکی اوکادا در نقش میناموتو نو یوریتومو
  - تایشی ناکاگاوا در نقش یوریتوموی نوجوان
- Takashi Tsukamoto در نقش آداچی موریناگا
- کنیچی اندو در نقش هوجو توکیماسا
- Anne در نقش هوجو ماساکو
- ریونوسوکه کامیکی در نقش میناموتو نو یوشی‌تسونه
  - Ryunosuke Hashino در نقش یوشی‌تسونه نوجوان
- مونه‌تاکا آئوکی در نقش بنکی
- تاکاشی اوکاجی در نقش میناموتو نو یوریماسا

خاندان امپراتوری
- Shirō Itō در نقش امپراتور شیراکاوا - هفتاد و دومین امپراتور ژاپنی
- هیروشی میکامی در نقش امپراتور توبا - هفتاد و چهارمین امپراتور ژاپنی
- آراتا ایورا در نقش امپراتور سوتوکو- هفتاد و پنجمین امپراتور ژاپنی
- شوتا ماتسودا در نقش امپراتور گو شیراکاوا - هفتاد و هفتمین امپراتور ژاپنی
- Yudai Chiba در نقش امپراتور تاکاکورا - هشتادمین امپراتور ژاپنی
- Yūta Tanaka در نقش امپراتور آنتوکو - هشتادمین و یکمین امپراتور ژاپنی

دیگران
- نائوهیتو فوجیکی در نقش  سایگیو
- ماتسودا سیکو در نقش گیئون نو نیوگو
- یاسوکو ماتسویوکی در نقش فوجیوارا نو نوریکو
- Rei Dan در نقش فوجیوارا نو تاماکو - معشوقه امپراتور توبا
- سادائو آبه در نقش فوجیوارا نو میچینوری
- کوجی یاماموتو در نقش فوجیوارا نو یوریناگا
- کیسوکه هوریبه در نقش فوجیوارا نو تادامیچی
- جون کونیمورا در نقش فوجیوارا نو تادازانه
- Shigeki Hosokawa در نقش فوجیوارا نو موتوفوسا
- Hisashi Yoshizawa در نقش فوجیوارا نو نوریچیکا
- Toranosuke Kato در نقش فوجیوارا نو موریمیتسو
- Muga Tsukaji در نقش فوجیوارا نو نوبویوری
- Masaki Kyomoto در نقش فوجیوارا نو هیده‌هیرا